# Ваэз, Гюстав
Гюстав Ваэз (фр. Gustave Vaëz, настоящее имя Жан Николя Гюстав ван Ньивенхёйзен, фр. Jean-Nicolas-Gustave van Nieuwenhuysen; 6 декабря 1812, Брюссель, — 12 марта 1862, Париж) — французский драматург и либреттист.

## Биография
Известен, главным образом, работой в творческом дуэте с Альфонсом Руайе в 1839—1847 годах, в течение которых соавторы создали французские либретто для опер Гаэтано Доницетти «Фаворитка», «Лючия ди Ламмермур», «Дон Паскуале», а также оперы Джузеппе Верди «Иерусалим», и написали ряд оригинальных либретто для работавших во Франции композиторов (в частности, для Франсуа Огюста Геварта).
С Ваэзом была дружна Жорж Санд, в частности, посвятившая ему стихотворение «Ночь» (Поэтический ноктюрн; 1856).